# Mille Miglia 1935

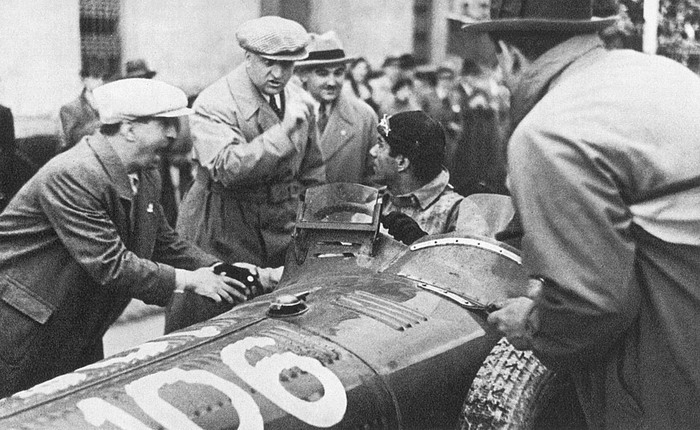
Enzo Ferrari gibt dem Rennsieger Carlo Maria Pintacuda Anweisungen beim Tankstopp

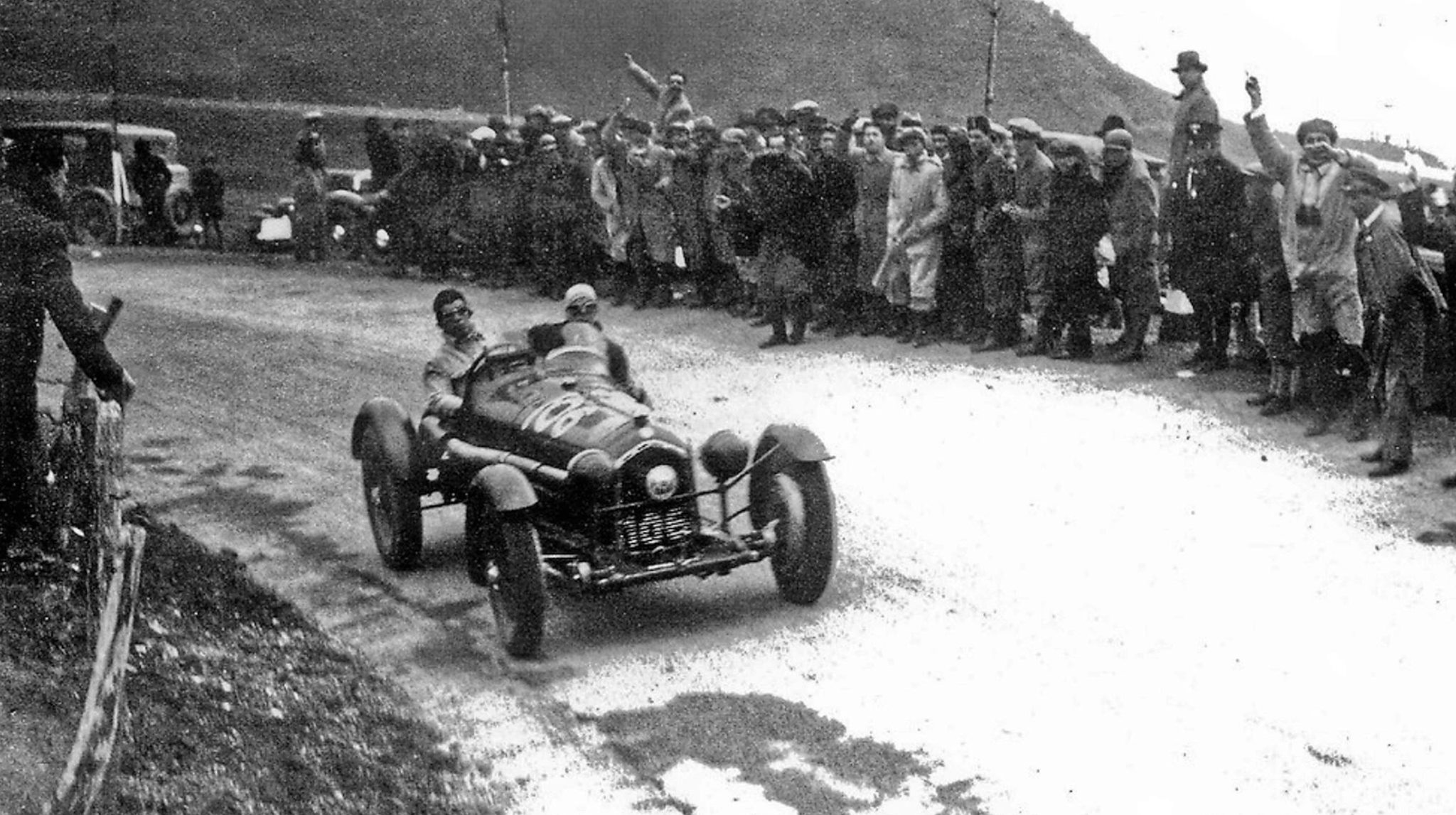
Pintacuda und Beifahrer Alessandro Della Stufa im Alfa Romeo P3 2900 Biposto am Raticosa-Pass

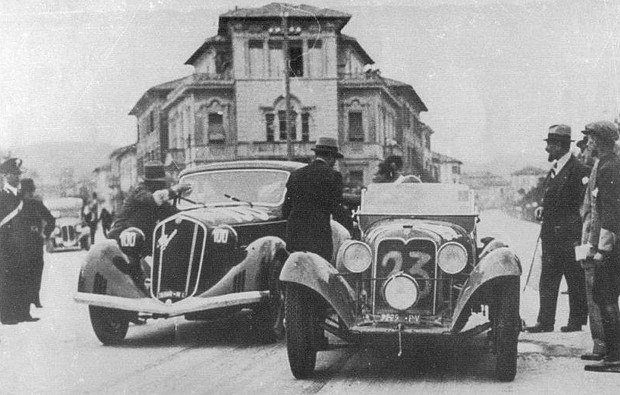
Links der achtplatzierte Alfa Romeo 6C 2300B Pescara Touring von Franco Cortese und Francesco Severi, daneben der Maserati 4C 1100 von Emilio Romano und Carlo Masera, Rang 25. im Schlussklassement

Die neunte Mille Miglia fand am 13. und 14. April 1935 statt und führte über 1623 km von Brescia nach Rom und wieder zurück nach Brescia.

## Das Rennen

### Die Route
Brescia – Cremona – Piacenza – Parma – Reggio nell’Emilia – Modena – Bologna – Raticosapass – Futapass – Florenz – Siena – Radicofani – Viterbo – Rom – Terni – Sommapass – Spoleto – Perugia – Gubbio – Castelraimondo – Tolentino – Macerata – Porto Recanati – Ancona – Pesaro – Rimini – Forlì – Bologna – Ferrara – Rovigo – Padua – Venedig – Treviso – Vicenza – Verona – Brescia

### Der Rennverlauf
Schon Mitte der 1930er-Jahre begann in den italienischen Medien die Diskussion über die Sicherheit beim inzwischen populärsten Straßenrennen Italiens. Schätzungen gingen so weit, dass bis zu zehn Millionen Zuschauern entlang der Strecke das Rennen verfolgten. Auf einer Länge von 1623 km war es so gut wie unmöglich, für ausreichend Sicherheit zu sorgen. Diese mangelnde Sicherheit führte dazu, dass kaum nichtitalienische Teams den Weg nach Italien fanden. 1935 waren dies nur zwei britische Aston Martin Ulster. Das Sicherheitsproblem wurde durch die Anzahl der Starter noch verschärft. Neben den wenigen Profipiloten war eine Fülle an Amateurfahrern am Start, die sich über die Strecke mühten. 1935 betrug die gesamte Renndauer 24:32:00,000 Stunden. So lange brauchte ein privat gemeldeter Fiat 508 Balilla, um die Distanz zu bewältigen. Damit war der Wagen mehr als zehn Stunden länger unterwegs als der siegreiche Alfa Romeo.
Nachdem Tazio Nuvolari zu Beginn des Jahres zur Scuderia Ferrari zurückgekehrt war, verließ Achille Varzi das Team. Nuvolari verzichtete aber auf die Mille Miglia, um sich ganz auf den eine Woche später stattfindenden Großen Preis von Monaco konzentrieren zu können. Für Varzi wurde bei Maserati ein 6C-Grand-Prix-Wagen zu einem Sportwagen umgebaut. Als Enzo Ferrari davon erfuhr, baute man auch bei der Scuderia einen Monoposto zu einem Sportwagen um. Aus einem Alfa Romeo P3 wurde ein Alfa Romeo P3 2900 Biposto. Das Cockpit des Wagens war so schmal, dass nur der schmächtige Carlo Maria Pintacuda darin Platz nehmen konnte. Sein Beifahrer, der Count Alessandro Della Stufa, musste sich die meiste Zeit aus dem Wagen lehnen, um der Enge zu entgehen.
Zu Beginn führte Mario Tadini im Alfa Romeo 8C 2300 Monza 2.6 das Rennen an; Varzi, dessen Auto erst knapp vor dem Rennen fertig geworden war, schied schon bald nach einem technischen Defekt aus. Am Ende war der Alfa Romeo von Pintacuda das klar schnellste Fahrzeug. Im Ziel hatte er einen Vorsprung von mehr als 40 Minuten auf Tadini.

## Ergebnisse

### Schlussklassement
| 1           | S + 3.0 | 106 | Scuderia Ferrari      | Carlo Maria Pintacuda Alessandro Della Stufa | Alfa Romeo P3 2900 Biposto              | 14:04:47,000 |
| 2           | S + 3.0 | 93  | Ippolito Berrone      | Mario Tadini L. Chiari                       | Alfa Romeo 8C 2300 Monza 2.6            | 14:46:38,000 |
| 3           | S + 3.0 | 99  |                       | Giovanni Battaglia Giuseppe Tuffanelli       | Alfa Romeo 8C 2300 Monza 2.6            | 15:04:08,000 |
| 4           | S + 3.0 | 84  |                       | Hans Ruesch Angelo Guatta                    | Alfa Romeo 8C 2300 Monza 2.6            | 15:05:59,000 |
| 5           | S + 3.0 | 89  |                       | Alberto Macchia Renato Danese                | Alfa Romeo 8C 2300                      | 15:10:58,000 |
| 6           | S + 3.0 | 88  |                       | Arrigo Sanguinetti Renato Balestrero         | Alfa Romeo 8C 2300 Monza                | 15:12:47,000 |
| 7           | S 1.1   | 15  |                       | Ettore Bianco Guerino Bertocchi              | Maserati 4CS 1100                       | 15:12:56,000 |
| 8           | S + 3.0 | 100 | Scuderia Ferrari      | Franco Cortese Francesco Severi              | Alfa Romeo 6C 2300B Pescara Touring     | 15:26:45,000 |
| 9           | S + 3.0 | 96  |                       | Ermanno Gurgo Salice Carlo Laredo de Mendoza | Alfa Romeo 8C 2300 Monza                | 15:39:01,000 |
| 10          | S + 3.0 | 92  | Scuderia Ferrari      | Archimede Rosa Gianfranco Comotti            | Alfa Romeo 6C 2300B Pescara Touring     | 15:56:43,000 |
| 11          | S 2.0   | 75  |                       | F. Crivellari P. Ferraro                     | Alfa Romeo 6C 1750                      | 15:59:23,000 |
| 12          | S 2.0   | 81  |                       | G. Castellano C. Adorno                      | Alfa Romeo 6C 1750                      | 16:12:43,000 |
| 13          | S + 3.0 | 81  |                       | Giovanni Battista Santinelli Umberto Berti   | Alfa Romeo 8C 2300 Monza 2.6            | 16:26:31,000 |
| 14          | S 2.0   | 80  |                       | A. Scarpari Enzo Bortolon                    | Alfa Romeo 6C 1750                      | 16:30:17,000 |
| 15          | S + 3.0 | 86  |                       | Artiro Mercanti Alessandro Gaboardi          | Alfa Romeo 6C 2300B Pescara Touring     | 16:37:59,000 |
| 16          | S 2.0   | 77  |                       | Spartaco Graziani Augusto Zanardi            | Alfa Romeo 6C 1750 GS Spider            | 16:54:10,000 |
| 17          | S + 3.0 | 95  |                       | Nicola Borelli V. Lo Prete                   | Alfa Romeo 8C 2300                      | 16:54:11,000 |
| 18          | S 1.1   | 14  |                       | Luigi Villoresi Emilio Villoresi             | Fiat 508CS Balilla Sport                | 17:15:26,000 |
| 19          | S 1.1   | 11  |                       | Luigi Rossi Scotti A. Mantovani              | Fiat 508CS Balilla Sport                | 17:37:48,000 |
| 19          | S 1.1   | 39  |                       | Milton Biagini Arcangelo Periccioli          | Fiat 508CS Balilla Coppa D’oro          | 17:48:57,000 |
| 21          | S 1.1   | 16  |                       | S. Petruccioli G. Casi                       | Fiat 508CS Balilla Sport                | 17:50:07,000 |
| 22          | S/T 1.5 | 71  | Maurice Falkner       | Tom Clarke Maurice Falkner                   | Aston Martin Ulster                     | 17:52:35,000 |
| 23          | S 1.1   | 7   |                       | J. McCain Enrico Nardi                       | Fiat 508 Balilla                        | 17:57:17,000 |
| 24          | S 1.1   | 30  |                       | Mario Nardilli Francesco Matrullo            | Fiat 508 Balilla                        | 18:20:03,000 |
| 25          | S 1.1   | 23  |                       | Emilio Romano Carlo Masera                   | Maserati 4C 1100                        | 18:25:57,000 |
| 26          | S/T 1.5 | 60  |                       | C. Gentili M. Dufour Berté                   | Alfa Romeo 6C 1500                      | 18:25:59,000 |
| 27          | S 1.1   | 4   |                       | L. Musso Giuseppe-Maria Favero               | Fiat 508 Balilla                        | 18:38:39,000 |
| 28          | S/T 1.5 | 62  |                       | Alb. Pellerano V. Pierucci                   | Alfa Romeo 6C 1500                      | 18:43:16,000 |
| 29          | S 1.1   | 46  |                       | F. Romualdi S. Lelli                         | Fiat 508CS Balilla Sport                | 18:48:36,000 |
| 30          | S 1.1   | 46  |                       | Ruggero Minio V. Collavo                     | Fiat 508CS Balilla Sport                | 18:49:08,000 |
| 31          | S 1.1   | 37  |                       | Gino Zordan F. Borgo                         | Fiat 508CS Balilla Sport                | 18:53:06,000 |
| 32          | S 1.1   | 44  |                       | G. Zannino C. Mussetta                       | Fiat 508 Balilla                        | 18:53:18,000 |
| 33          | S 1.1   | 2   |                       | C. Benedetti Efisio Zanella                  | Fiat 508 Balilla                        | 19:09:43,000 |
| 34          | S 1.1   | 41  |                       | Guerrino Faccioni F. Feruglio                | Fiat 508 Balilla                        | 19:20:18,000 |
| 35          | S/T 1.5 | 64  |                       | Renzo Cantoni Giacomo Ragnoli                | Lancia Augusta Cabriolet                | 19:27:30,000 |
| 36          | S/T 1.5 | 66  |                       | Edoardo Gambaro F. Gambaro                   | Lancia Augusta                          | 19:29:20,000 |
| 37          | S/T 1.5 | 56  |                       | Giuseppe Berti G. Coin                       | Lancia Augusta Berlina                  | 19:31:15,000 |
| 38          | S 1.1   | 10  |                       | Francesco Apruzzi A. Antelmi                 | Fiat 508CS Mille Miglia Berlinetta Ghia | 19:39:08,000 |
| 39          | S 1.1   | 40  |                       | F. Ronchi A. Varisco                         | Fiat 508 Balilla                        | 19:41:07,000 |
| 40          | S 1.1   | 29  |                       | Umberto Capello G. Girelli                   | Fiat 508 Balilla                        | 20:02:15,000 |
| 41          | S 1.1   | 31  |                       | Giovanni Quintavalla P. Lavezzini            | Fiat 508 Balilla                        | 20:10:00,000 |
| 42          | S/T 1.5 | 52  |                       | Guglielmo Gramolelli Remy Jacazio            | Lancia Augusta Berlina                  | 20:22:30,000 |
| 43          | S 1.1   | 27  |                       | L. Bergamo D. Agnelli                        | Fiat 508 Balilla                        | 21:19:25,000 |
| 44          | S 1.1   | 32  |                       | A. Bellocchi L. Gianstefani                  | Fiat 508 Balilla                        | 21:29:15,000 |
| 45          | S/T 1.5 | 59  |                       | O. Lorandi Ed. Strazza                       | Lancia Augusta                          | 22:21:56,000 |
| 46          | S 1.1   | 5   |                       | Franco Spotorno B. Ghiringhelli              | Fiat 508 Balilla                        | 22:35:45,000 |
| 47          | S 1.1   | 8   |                       | Pietro Peroni Gaetano Vitali                 | Fiat 508 Balilla Sport                  | 22:47:26,000 |
| 48          | S 1.1   | 34  |                       | C. Albertini R. Benvenuti                    | Fiat 508 Balilla                        | 24:32:00,000 |
| Ausgefallen |         |     |                       |                                              |                                         |              |
| 49          | S 1.1   | 1   |                       | M. Lombardi E. Brigatti                      | Fiat 508 Balilla                        |              |
| 50          | S 1.1   | 3   |                       | A. Biamino G. Mainardi                       | Fiat 508 Balilla                        |              |
| 51          | S 1.1   | 6   |                       | G. Panzacchi D. Becchetti                    | Fiat 508 Balilla                        |              |
| 52          | S 1.1   | 9   |                       | E. Balzano E. Perosio                        | Fiat 508 Balilla                        |              |
| 53          | S 1.1   | 12  |                       | U. Vernassa C. Di Vecchio                    | Fiat 508CS Balilla Sport                |              |
| 54          | S 1.1   | 18  |                       | C. Vigentini C. Fumagalli                    | Fiat 508 Balilla                        |              |
| 55          | S 1.1   | 19  |                       | Renzo Ceschina Gino Guagnellini              | Fiat 508 Balilla                        |              |
| 56          | S 1.1   | 20  |                       | Ermenegildo Strazza A. Baldini               | Maserati 4CS 1100                       |              |
| 57          | S 1.1   | 22  |                       | U. Mazzaferro E. Mariano                     | Fiat 508CS Balilla Sport                |              |
| 58          | S 1.1   | 24  |                       | Alberto Comirato S. Buosi                    | Fiat 508 Balilla                        |              |
| 59          | S 1.1   | 25  |                       | I. Radice Fossati A. Radice Fossati          | Fiat 508 Balilla                        |              |
| 60          | S 1.1   | 28  |                       | Ovidio Capelli A. Milani                     | Fiat 508 Balilla                        |              |
| 61          | S 1.1   | 33  |                       | Raffaello Faini V. Petrini                   | Fiat 508 Balilla                        |              |
| 62          | S 1.1   | 35  |                       | Alessandro Cappelli L. Lanfranconi           | Fiat 508 Balilla                        |              |
| 63          | S 1.1   | 38  |                       | Moris Bergamini V. Braghiroli                | Maserati 4CS 1100                       |              |
| 64          | S 1.1   | 42  |                       | Piero Dusio G. B. Ferrari                    | Fiat Siata 508S Berlinetta Kompressor   |              |
| 65          | S 1.1   | 45  |                       | U. Beltracchini G. Gilardoni                 | Fiat 508 Balilla                        |              |
| 66          | S 1.1   | 47  | Capt. G. E. T. Eyston | Carlo Gazzabini "Mac Bunty"                  | MG Magnette K3                          |              |
| 67          | S 1.1   | 47  |                       | F. Russi A. D'Antinone                       | Fiat 508 Balilla                        |              |
| 68          | S 1.1   | 50  |                       | G. Rivola Giuseppe Rossi                     | Fiat 508 Balilla                        |              |
| 69          | S 1.1   | 51  |                       | Giorgio Ambrosini Dante Bertone              | Fiat Siata 508S Berlinetta Kompressor   |              |
| 70          | S/T 1.5 | 55  |                       | A. Facchetti G. Guindani                     | Lancia Augusta Berlina                  |              |
| 71          | S/T 1.5 | 57  |                       | A. Arancio G. Ciboldi                        | Lancia Augusta                          |              |
| 72          | S/T 1.5 | 63  |                       | G. Grilli A. Stinchelli                      | Lancia Augusta                          |              |
| 73          | S/T 1.5 | 65  |                       | T. Passi G. Bergia                           | Lancia Augusta                          |              |
| 74          | S/T 1.5 | 67  | Eddie Hall            | Eddie Hall Marsden                           | Aston Martin Ulster                     |              |
| 75          | S/T 1.5 | 68  |                       | G. A. Alfieri B. Scesa                       | Alfa Romeo 6C 1500                      |              |
| 76          | S/T 1.5 | 69  |                       | M. Kechler A. Kechler                        | Lancia Augusta                          |              |
| 77          | S/T 1.5 | 70  | Scuderia Subalpina    | Luigi Scarfiotti M. Penati                   | Maserati 4CS 1500                       |              |
| 78          | S 2.0   | 72  |                       | Pietro Ghersi Freddy McEvoy                  | Alfa Romeo 6C 1750                      |              |
| 79          | S 2.0   | 73  |                       | G. Azzali G. Moreni                          | Alfa Romeo 6C 1750 GS Spider Zagato     |              |
| 80          | S 2.0   | 74  |                       | E. Gessner Enrico Platé                      | Alfa Romeo 6C 1750                      |              |
| 81          | S 2.0   | 82  |                       | G. Conter A. Morini                          | Alfa Romeo 6C 1750                      |              |
| 82          | S + 3.0 | 85  |                       | R. Staccioli L. Gabini                       | Alfa Romeo 8C 2300                      |              |
| 83          | S + 3.0 | 91  |                       | Giovanni Minozzi Walther Grosch              | Alfa Romeo 8C 2300                      |              |
| 84          | S + 3.0 | 98  | Scuderia Subalpina    | Achille Varzi Amedeo Bignami                 | Maserati 6C 34 3700                     |              |
| 85          | S + 3.0 | 105 |                       | Catullo Lami Pasquale Ermini                 | Alfa Romeo 6C 2300 Pescara              |              |

### Nur in der Meldeliste
Hier finden sich Teams, Fahrer und Fahrzeuge, die ursprünglich für das Rennen gemeldet waren, aber aus den unterschiedlichsten Gründen daran nicht teilnahmen.
| Pos. | Klasse | Nr. | Team | Fahrer | Chassis |
| ---- | ------ | --- | ---- | ------ | ------- |
| 86   | S 1.1  | 43  |      |        |         |

### Klassensieger
| Klasse  | Fahrer                | Fahrer                 | Fahrzeug                   | Platzierung im Gesamtklassement |
| ------- | --------------------- | ---------------------- | -------------------------- | ------------------------------- |
| S + 3.0 | Carlo Maria Pintacuda | Alessandro Della Stufa | Alfa Romeo P3 2900 Biposto | Gesamtsieg                      |
| S 2.0   | F. Crivellari         | P. Ferraro             | Alfa Romeo 6C 1750         | Rang 11                         |
| S/T 1.5 | Tom Clarke            | Maurice Falkner        | Aston Martin Ulster        | Rang 22                         |
| S 1.1   | Ettore Bianco         | Guerino Bertocchi      | Maserati 4CS 1100          | Rang 7                          |

### Renndaten
- Gemeldet: 86
- Gestartet: 85
- Gewertet: 48
- Rennklassen: 4
- Zuschauer: unbekannt
- Wetter am Renntag: warm und trocken
- Streckenlänge: 1623,000 km
- Fahrzeit des Siegerteams: 14:04:47,000 Stunden
- Gesamtrunden des Siegerteams: 1
- Gesamtdistanz des Siegerteams: 1623,000 km
- Siegerschnitt: 114,720 km/h
- Pole Position: keine
- Schnellste Rennrunde: keine
- Rennserie: zählte zu keiner Rennserie